# Metodo Balanchine
Il metodo Balanchine è una tecnica del balletto sviluppata dal coreografo George Balanchine, uno dei creatori della cosiddetta danza neoclassica. Questa tecnica veniva usata nella compagnia da lui creata insieme a Lincoln Kirstein, il New York City Ballet, e alla School of American Ballet, la scuola da lui appositamente istituita allo scopo di formare danzatori con le qualità di musicalità, velocità, dinamica e purezza di linee necessarie ad interpretare i suoi balletti. Più che un metodo di insegnamento vero e proprio dedicato alla formazione dei giovani allievi, come ad esempio il metodo Vaganova, risponde a particolari esigenze tecniche e stilistiche derivanti dall'estetica balanchiniana, e si rivolge quindi esclusivamente al danzatore professionista o comunque di livello avanzato. Dopo la morte di Balanchine, avvenuta nel 1983, la sua tecnica ha continuato a diffondersi in tutto il mondo.

## Principi ispiratori
Questa particolare tecnica obbedisce a principi ispiratori evidenti nelle coreografie di Balanchine:
- musicalità assoluta: lo spettatore deve, secondo le parole stesse di Balanchine, poter vedere la musica e ascoltare la danza. Per affinare la musicalità del danzatore, viene curato in modo estremo, durante la lezione, il rispetto sia dei tempi che del fraseggio particolare interno ad ogni tipo di movimento. Inoltre, gli esercizi sono strutturati su conteggi anomali (in cinque, in sei, in nove tempi). La maggior parte dei movimenti di apertura e chiusura della gamba, anche ad altezza elevata, vengono studiati con l'apertura sul levare e non sul battere. Cit.: Cerchiamo nella misura del possibile, di nuotare nel tempo. La musica è tempo -  La coreografia esiste solo in quanto risultato della musica.
- autonomia della danza da qualsiasi struttura narrativa: la danza basta a se stessa. Non sono necessarie trame ed è da evitare qualsiasi sentimentalismo interpretativo. Cit.:La danza classica non deve illustrare alcunché - Ho un approccio letterario solo con la letteratura - Non mi interessano i danzatori che vogliono far sfoggio di sentimentalismo.
- priorità della dinamica del passo sul disegno statico delle pose: prevale l'energia, il movimento. Ne deriva spesso una dinamica orizzontale dei passi, profondi e fluidi, tutti uniti da un ricco, generoso, succoso (in inglese juicy) plié. Questo dinamismo viene spesso collegato dallo stesso Balanchine all'indole stessa degli Americani, con i quali egli si sentiva in grande sintonia. Diceva Balanchine: Non siate tirchi con il vostro plié! In genere, i passi con spostamento vengono eseguiti cercando di coprire il massimo spazio possibile, a meno che avendo un ruolo solo ritmico, siano ridotti invece ai minimi termini, quasi piccole cesellature musicali (ad esempio il pas de bourrée o la glissade possono assumere forme diversissime: amplissime o minutissime). Vi è spesso un'esasperazione dei contrasti di qualità del movimento, spinti all'estremo: ampio o minuto, alto o basso, rallentato o veloce, scattante o morbido, piccolo o ampio. Evidente è l'ispirazione tratta dal jazz e dalla danza di carattere. La velocità dei passi, specie quelli sulle punte o del petit allegro, raggiunge spesso livelli al limite dell'inattuabilità. Cit.: La danza classica è vita, è movimento.
- enfasi sul rispetto delle linee geometriche e della simmetria del corpo negli orientamenti, e nei movimenti degli arti. Gambe e braccia devono muoversi su traiettorie tracciate precisamente a partire dalla linea centrale del corpo (asse verticale). La quarta e la quinta posizione, e in genere gli épaulements, risultano quindi incrociati molto profondamente. L'en-dehors deve essere sempre spinto al suo massimo; la pulizia e la compattezza della quinta posizione sono fondamentali. Questa precisa geometria non scade nella rigidezza, grazie alla grande morbidezza del collo e della testa. Le pirouettes vengono preferibilmente eseguite partendo da una profonda quarta posizione con la gamba dietro tesa e con le braccia molto raccolte e morbide, e puntando lo sguardo sempre sul pubblico. La precisione delle direzioni e delle linee formate dal corpo è evidenziata sia negli esercizi che nelle coreografie di Balanchine da frequenti e inattesi cambi di direzione angolari del movimento (da una diagonale all'altra). Cit. : Il nostro stile è uno stile pulito - Quando invecchi, senti il bisogno di vedere le cose pure e lineari.
- valorizzazione di ogni parte del corpo: animazione delle braccia, con uso di gomiti, polsi e mani, in maniera molto articolata, ed evidenziazione di ogni dito della mano; cura della vivacità dello sguardo, della morbidezza della linea del collo e più in generale, della vitalità di tutta la parte alta del corpo. Affinamento dettagliatissimo di ogni movenza del piede (specie nei movimenti di partenza e arrivo, e in quelli di passaggio, spesso trascurati). Il bacino assume una sua rilevanza inusuale, secondo la tecnica classica tradizionale, perché diventa un motore di spinta del passo nei tombé, negli chainé[3], nei piqué, mentre in certe coreografie viene evidenziato in modo autonomo (come in "Rubies" di Jewels o in The Four Temperaments). Cit.:La danza non è che il corpo al suo massimo.
- importanza predominante dell'impatto del passo sullo spettatore: non si tratta di spettacolarità per l'uso di virtuosismi tecnici o di acrobazie da circo, ma piuttosto di una costante forza espressiva e di un irradiamento del danzatore, tramite la qualità incisiva delle sue movenze. Cit.: Siamo gente di spettacolo - L'elemento sorpresa è importante.

## Elementi tecnici peculiari
Diversi particolari tecnici basilari sono stati rivisitati, e costituiscono oggetto di esercizi specifici, ribaditi in ogni forma:
- La postura: la postura generale del corpo è molto eretta, a prescindere dall'altezza raggiunta dalle gambe, e il peso del corpo è portato molto in avanti e distribuito sugli avampiedi, in modo che i talloni rimangano leggeri. Il danzatore è sempre pronto a muoversi all'istante, vigile e sospeso come un pugile sul ring[4][5].
- L'apertura dell'anca nei movimenti della gamba all'indietro: in tutti movimenti della gamba all'indietro (battement tendu, jeté, grand battement, arabesque, attitude ecc..) l'anca corrispondente viene lasciata libera di aprirsi in modo da raggiungere il massimo en dehors possibile di quella gamba, mantenendo tuttavia rigorosamente la "quadratura" dell'anca portante. Questo particolare contribuisce alla particolare linea svettante e dinamica dell'arabesque: corpo molto eretto e anca corrispondente alla gamba dietro molto aperta[6].

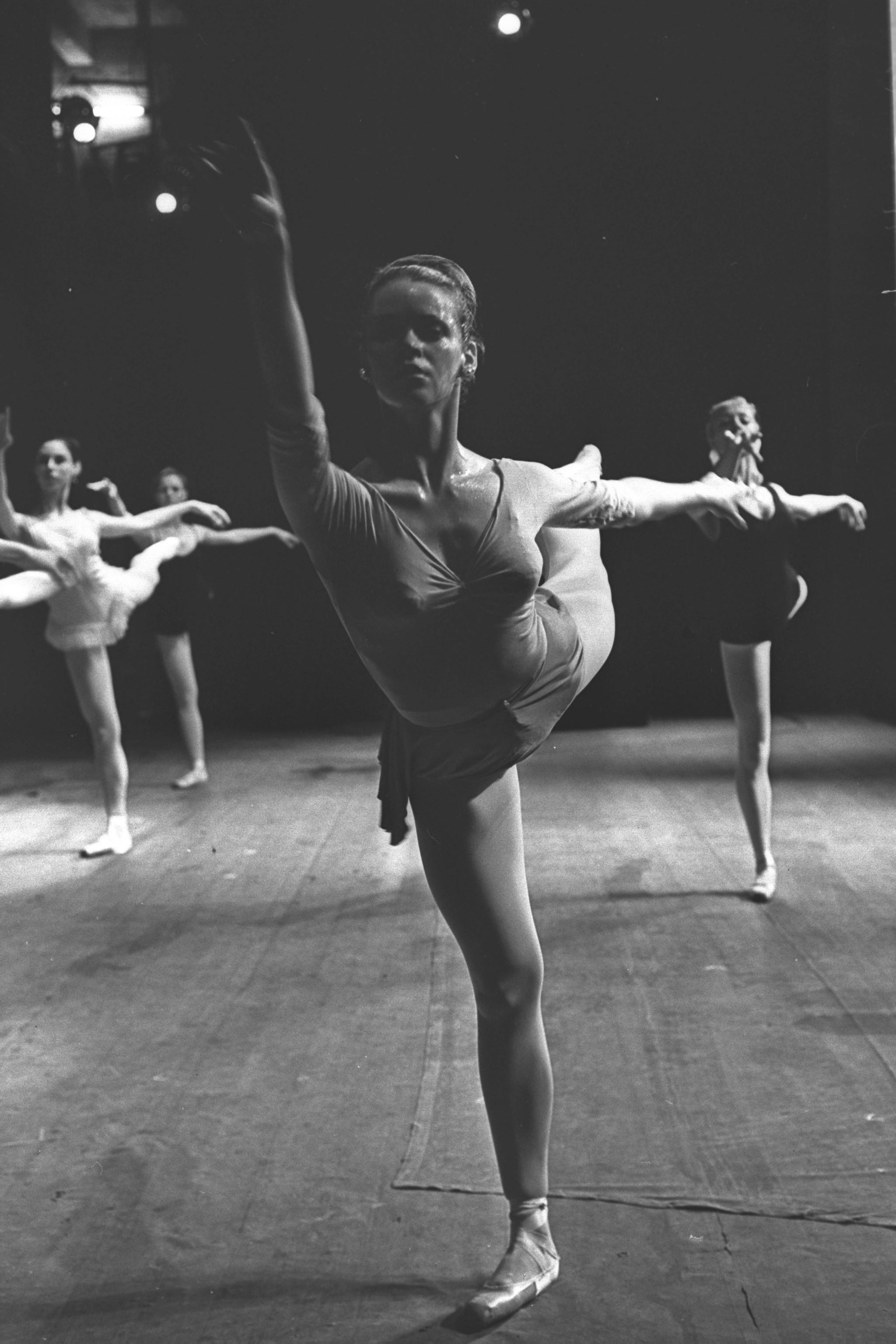
La linea dell'arabesque secondo il metodo Balanchine

- L'uso del tallone nel plié: un particolare che colpisce l'attenzione dell'osservatore di una lezione-tipo è l'abolizione del principio tradizionale per cui il tallone debba sempre restare pienamente poggiato a terra nei demi-plié[7]. Per Balanchine, in realtà, il tallone poggia a terra, ma non vi si sofferma, in quanto il plié è concepito in modo molto dinamico, come un accorgimento per accumulare la massima energia necessaria per il passo che segue, come una vera e propria spinta contro il suolo, che non deve quindi fermarsi in alcuna sua fase. Far riposare il tallone al suolo, secondo Balanchine, equivale ad un arresto, seppure breve, del movimento. Così come il respiro anima la vita, il plié anima la danza, e non può fermarsi. Conseguentemente, a seconda della sua particolare conformazione fisica e precisamente in caso di scarsa elasticità e lunghezza dei tendini e della muscolatura posteriore della gamba, il singolo danzatore potrà preferire non appoggiare per niente il tallone ed eseguire il plié come una spinta rapida contro il suolo che coinvolga tutte le articolazioni della gamba, ma non comporti necessariamente anche un pieno contatto al suolo del tallone.
- Le punte: Balanchine ha anche rielaborato l'intera tecnica delle punte. Appassionato dalle punte sin dalla sua prima giovinezza, ha raffinato ogni dettaglio del loro uso, in modo da evitare tutti i possibili inconvenienti estetici (compreso il rumore spesso provocato dalla discesa a terra dalla punta) derivanti dalla particolare struttura rigida della scarpetta. Per questo, seguendo il metodo Balanchine, nel relevé, si sale sulle punte e se ne discende senza saltelli o scatti, come se si trattasse di un relevé sulla mezza punta. In sostanza, le dita del piede non si spostano nella salita, restando là dove si trovavano quando l'intera pianta del piede era a terra. Da ciò deriva ad esempio una seconda posizione sulle punte più ampia di quella di altri metodi. Per quanto riguarda la discesa dalla punta, non si lascia cadere il piede per la forza di gravità, ma lo si srotola attivamente,  sempre senza saltello o scatto e senza spostare l'ubicazione delle dita del piede. In alcune posizioni saranno necessari aggiustamenti (quinta e quarta posizione) per la necessità di stringere l'incrocio delle gambe, e, alla discesa, di distanziarle di nuovo leggermente. Sia il relevé sulle punte che la discesa dalle stesse, e persino il movimento di piqué sulla punta, avvengono mediante una completa articolazione di tutte le giunture del piede, in modo morbido ed ininterrotto, senza alcun passaggio brusco. L'idea è quella di ottenere un movimento che sembri del tutto naturale e fluido, ma al tempo stesso molto sofisticato. In altri tipi di passi sulla punta (salti sulle punte o passi che richiedono comunque un certo scatto) il necessario saltello viene comunque effettuato con precisione e delicatezza maggiori di quelli delle altre tecniche.
- L'atterraggio nei salti: lo stesso concetto ispira il modo di atterrare dai salti. Si trattiene il peso del corpo e si ammortizza la discesa con caviglie e ginocchia, atterrando come una mamma uccellino che scenda sulle sue uova[8], prima ancora che i talloni tocchino terra, con una completa articolazione dei piedi.

## Insegnamento
Il metodo Balanchine è insegnato alla School of American Ballet, l'Accademia ufficiale del New York City Ballet e in molte altre scuole e compagnie degli Stati Uniti, grazie all'opera di diffusione degli ex ballerini di Balanchine (Miami City Ballet diretta da Ed Villella, Ballet Chicago Studio Company diretta da Daniel Duell, Suzanne Farrell Ballet di Washington, Pacific Northwest Ballet di Seattle, diretta da Peter Boal). Violette Verdy, Merrill Ashley, Patricia Neary, Patricia Wilde, Jillana, Nanette Glushak, Barbara Walczak, Una Kai e Jacques D'Amboise, fra tanti altri, proseguono la diffusione del metodo in tutto il mondo.
Sull'argomento, Suki Schorer, che è stata scelta da Balanchine come sua assistente, e che lo ha aiutato nella sua attività didattica per circa ventiquattro anni, ha scritto un esauriente trattato Suki Schorer e la tecnica Balanchine edito da Gremese.